# Dzhokhar Tsarnayev
Dzhokhar Anzorovich "Jahar" Tsarnaev (Джоха́р Анзо́рович Царна́ев; sinh ngày 22/7/1993) và anh trai Tamerlan Tsarnaev cài bom tại Marathon ở Boston ngày 15/4/2013. Các vụ nổ bom giết chết ba người và được cho đã làm bị thương 264 người khác. Một thời gian ngắn sau khi Cục Điều tra Liên bang tuyên bố họ nghi ngờ trong các vụ đánh bom và tung ra những hình ảnh của họ, anh em nhà Tsarnaev giết một cảnh sát viên MIT, cướp xe một xe thể thao đa dụng, và  tham dự vào vụ đấu súng với cảnh sát ở Watertown ngoại ô Boston. Theo cáo trạng liên bang, trong đợt đấu súng Tamerlan đã bị bắt, nhưng bị chết một phần là do em trai lái xe cán lên người.

### Cước chú
1. ↑  tiếng Nga: Джоха́р Анзо́рович Царна́ев / Dzhokhar Anzorovich Tsarnayev; Тамерла́н Анзо́рович Царна́ев / Tamerlan Anzorovich Tsarnayev. tiếng Chechen: Царнаев Анзор-кIант ДжовхӀар or ЖовхӀар / Carnayev Anzor-khant Dƶovhar; Царнаев Анзор-кIант Тамерлан / Carnayev Anzor-khant Tamerlan. Bản mẫu:Noprint